# Neoenergia Pernambuco
A Neoenergia Pernambuco (antiga Celpe) é uma empresa de distribuição de energia elétrica pertencente à Neoenergia, subsidiária do grupo espanhol Iberdrola. Sua área de concessão abrange todo o estado de Pernambuco e o município de Pedras de Fogo (PB).

## História
Foi criada em 10 de fevereiro de 1965 com o nome Companhia de Eletricidade  de Pernambuco, como empresa estatal após a fusão do DAE com a  Pernambuco Tramways.
Era uma empresa estatal, sob o nome de Companhia de Eletricidade de Pernambuco. Em 1990 passou a se chamar  Companhia Energética de Pernambuco, em função da modernidade e agilidade dos negócios mas mantendo, no entanto, a sigla CELPE. Foi privatizada em 2000 e adquirida por um consorcio composto pela Iberdrola, da Espanha, Caixa de Assistência dos funcionários do Banco do Brasil e Banco do Brasil Investimento, mantendo portanto a maioria da participação nacional. Em 2004 o consorcio controlador passou a se chamar grupo Neoenergia.
Em 2021 a companhia passou a se chamar Neoenergia Pernambuco.
A Neoenergia Pernambuco atende a uma população de mais de 9,5 milhões de habitantes nos 184 municípios de Pernambuco

## Reajustes tarifários
A ANEEL define anualmente os reajustes tarifários para as distribuidoras de energia elétrica no Brasil.
| A partir de         | Reajuste tarifário | Reajuste tarifário   | Reajuste tarifário  |
| A partir de         | Baixa tensão B1    | Baixa tensão cativos | Alta tensão cativos |
| ------------------- | ------------------ | -------------------- | ------------------- |
| 29 de abril de 2025 | +2,85%             | +3,00%               | -7,10%              |
| 29 de abril de 2024 | -2,63%             | -2,63%               | -2,85%              |
| 14 de maio de 2023  | +8,16%             | +8,51%               | +10,41%             |
| 29 de abril de 2022 | +18,50%            | +18,97%              | +19,01%             |
| 29 de abril de 2021 | +7,46%             | +8,01%               | +11,89%             |
| 1 de julho de 2020  | +4,48%             | +4,88%               | +5,93%              |
| 29 de abril de 2019 | +5,14%             | +5,56%               | +3,76%              |
| 29 de abril de 2018 | +8,41%             | +8,47%               | +9,90%              |
| 29 de abril de 2017 | +8,85%             | +8,87%               | +4,85%              |
| 29 de abril de 2016 | +11,50%            | +11,66%              | +6,77%              |
| 29 de abril de 2014 | +17,51%            | +17,69%              | +17,86%             |